# لواء الهاشمية
لواء الهاشمية لواء يقع في محافظة الزرقاء في الأردن. يتبع اللواء لمحافظة الزرقاء التي تضم 3 ألوية. يقدر عدد سكانه بـ 80713 نسمة حسب إحصاء 2015.

## الوصلات الخارجية
- دائرة الإحصاءات العامة